# Lindsay (Nebraska)
Lindsay – wieś w Stanach Zjednoczonych, w stanie Nebraska, w hrabstwie Platte.